# César Beauvais
César Beauvais (17 augustus 2000) is een Belgisch-Frans biatleet.

## Carrière
Beauvais maakte zijn wereldbekerdebuut in het seizoen 2020/21 maar scoorde geen punten. Hij nam in 2019 en 2021 deel aan het wereldkampioenschap als onderdeel van de Belgische ploeg en werd twee keer 23e in de estafette. 
In 2022 nam hij deel aan de Olympische Winterspelen waar hij 91e werd individueel, 94e in de sprint en 20e met de Belgische ploeg in de estafette.

## Resultaten

### Olympische Winterspelen
| Jaar | Plaats | Onderdeel   | Onderdeel | Onderdeel     | Onderdeel  | Onderdeel | Onderdeel          |
| Jaar | Plaats | Individueel | Sprint    | Achtervolging | Massastart | Estafette | Gemengde estafette |
| ---- | ------ | ----------- | --------- | ------------- | ---------- | --------- | ------------------ |
| 2022 | Peking | 91e         | 94e       | –             | –          | 20e       | –                  |

### Wereldkampioenschappen
| Jaar | Plaats    | Onderdeel   | Onderdeel | Onderdeel     | Onderdeel  | Onderdeel | Onderdeel          | Onderdeel                 | Onderdeel |
| Jaar | Plaats    | Individueel | Sprint    | Achtervolging | Massastart | Estafette | Gemengde estafette | Single gemengde estafette |           |
| ---- | --------- | ----------- | --------- | ------------- | ---------- | --------- | ------------------ | ------------------------- | --------- |
| 2019 | Östersund | –           | –         | –             | –          | 23e       | –                  | –                         |           |
| 2021 | Pokljuka  | –           | –         | –             | –          | 23e       | –                  | –                         |           |

### Wereldbeker
Eindklasseringen
| Seizoen   | Algemeen | Individueel | Sprint | Achtervolging | Massastart |
| --------- | -------- | ----------- | ------ | ------------- | ---------- |
| 2020/2021 | –        | –           | –      | –             | –          |
| 2021/2022 | –        | –           | –      | –             | –          |